# Julio Steverlynck
Jules Steverlynck (Cortrique, Bélgica, 4 de octubre de 1895 - Villa Flandria, Luján, Argentina, 28 de noviembre de 1975), más conocido como Julio Steverlynck, fue un empresario argentino de origen belga que en 1926 fundara la empresa textil Algodonera Flandria y que se destacó por haber sido el primer empresario en Argentina en introducir los avances que se daban en Europa en el área de la seguridad social otorgando a sus empleados vacaciones pagas, aguinaldo y premios por producción, además de desarrollar la zona donde estaba localizada la empresa, construyendo barrios, un centro de salud y clubes, entre los que se destaca el Club Social y Deportivo Flandria, el cual milita en la Primera B Nacional del Fútbol Argentino.

## Algodonera Flandria

Entrada al Parque Industrial Villa Flandria

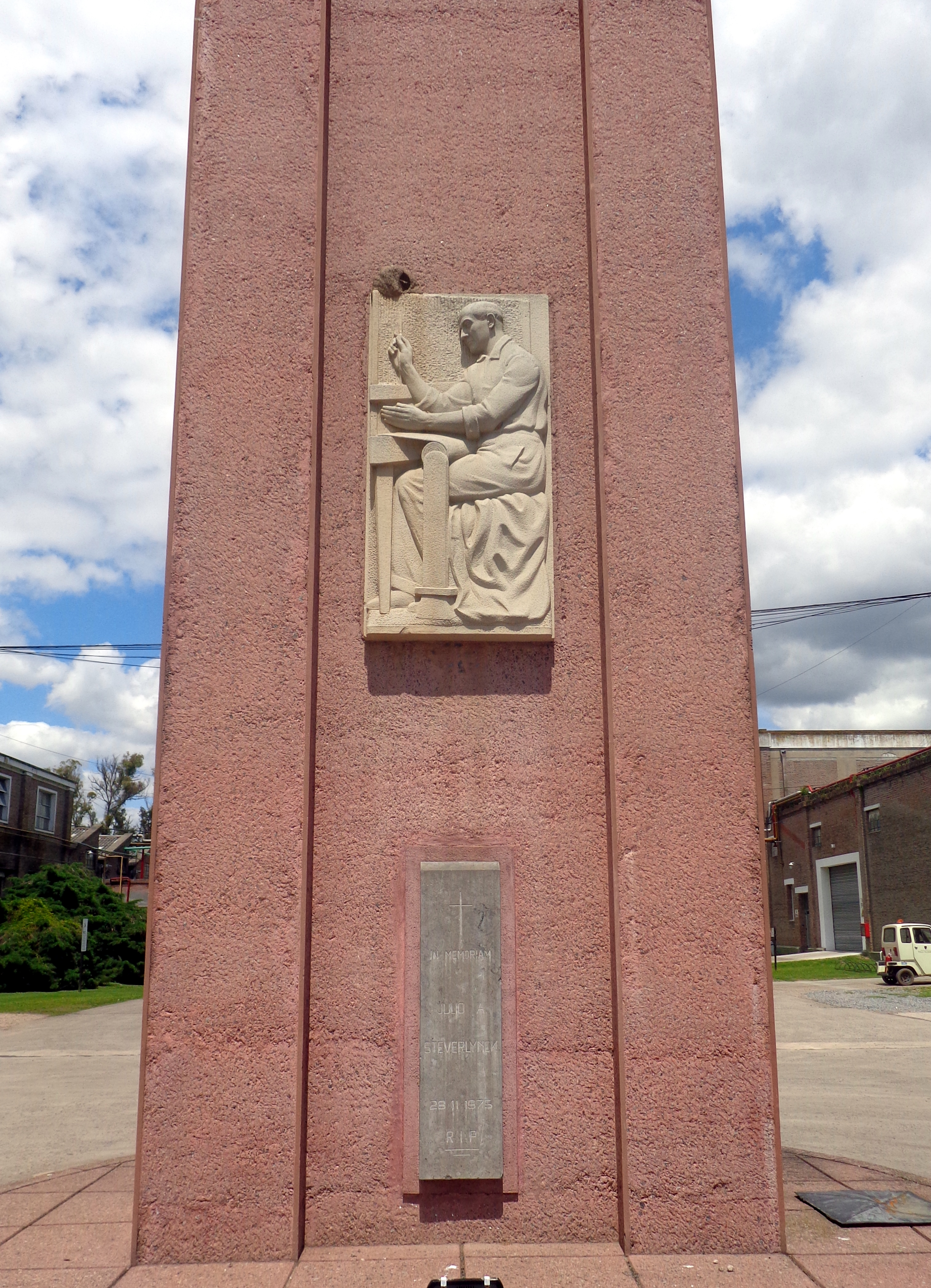
"in memoriam" de Julio Steverlynck, en el Parque Industrial Villa Flandria.

La firma Etablissements Steverlynck fue fundada en Bélgica 1880 por Adolf Steverlynck. A comienzos de la década de 1920, la empresa exportaba telas hacia la Argentina desde sus fábricas de Bélgica. Cuando en 1923 el gobierno argentino, dando el primer impulso de lo que hoy conocemos como industrialización sustitutiva, arancela los tejidos importados y favorece la introducción de maquinarias, la empresa belga abre una filial en el país. Como era corriente por aquellos días, los Steverlynck eligieron a uno de sus hijos, Jules, para que abriera la filial en Argentina. En 1924 Jules o Julio Steverlynck junto con su socio argentino Braceras fundan en la localidad bonaerense de Valentín Alsina la empresa Algodonera Sudamericana Flandria S.A.
En 1928 Steverlynck decide trasladar la fábrica al pequeño pueblo rural de José María Jáuregui, en donde había comprado un molino a orillas del Río Luján
La empresa se expande rápidamente: en 1938 se añade una tintorería y en 1939 una hilandería de algodón. En 1941, Steverlynck funda Lineras Bonaerenses SA, una empresa dedicada a los tejidos de lino y en 1947 funda Fabril Lineras SA, una hilandería y textil que fabricaba tejidos de fibra mezcladas con fibra sintética. Algodonera Flandria fue una empresa textil que realizaba todos los procesos inherentes a este tipo de industria. Pero sus empresas lineras fueron pioneras en la explotación industrial de este producto. Don Julio planeó este proyecto con ideas que venían de su familia, que se dedicaba al lino en Bélgica. 
Varias cosechas debieron pasar hasta que en 1941 Linera Fabril comenzara a producir industrialmente el lino. Era una producción integrada única en nuestro país, es decir, el proceso comenzaba con la plantación del lino y culminaba con su transformación en producto. Esto llevó a Don Julio a construir canales de riego, puentes, una represa e infinidad de obras en el lugar. Vale decir también que en las empresas de Don Julio los obreros trabajaban entre treinta y cuarenta años, jubilándose en las mismas; con lo cual el grado de compromiso y amor por la fábrica era destacable. 
Junto con la expansión de la actividad industrial, Steverlynck funda dos pueblos en las adyacencias de las fábricas: Villa Flandria Sur (1931), (en el auge de la Algodonera Flandria se cambió el nombre de Jáuregui por el de Villa Flandria) y Villa Flandria Norte (1934), más conocida como Pueblo Nuevo.
.Don Julio estaba casado con María Alicia Gonnet con las que tuvo 16 hijos. María Alicia falleció en 1966 cuando a bordo de su auto sufrió un accidente ferroviario, y este hecho causó un gran impacto en el pueblo.

## Obras
- En 1929, José Penadez termina la construcción de la primera casa con ayuda de la fábrica. Cientos de viviendas le seguirían.

- En 1930 se levanta el edificio de la futura parroquia San Luis Gonzaga. Cabe recordar que el pueblo no tenía parroquia, y los pobladores debían asistir a los servicios religiosos en Luján. La enseñanza religiosa para las comuniones se impartía en la casa de Don Julio, la estancia “Santa Elena”, a cargo de su esposa María Alicia Gonnet y Teresa D’Ariste de Estrugamou, otra belga que vivía en el pueblo. Fue declarada parroquia en 1936, y su primer párroco fue el Padre Miguel Inglés, sacerdote español proveniente de la Cruzada. La parroquia fue saqueada en 1955, poco tiempo después se recuperó y siguió adelante con su labor apostólica.

- En el año 1934 aparece el primer ejemplar de la revista “El Telar” y expresa su línea editorial: Dios, Patria, Hogar, Paz y Trabajo. Nace junto a esta publicación la asociación “Rinconcito de la Tierra”, donde se enseñaba a la gente sobre plantación de árboles y paisajismo.

- En 1937 se funda el Club ciclista El Pedal, con bicicletas traídas de Europa por Don Julio. Sería ésta una gran actividad en el pueblo.

- En 1939 abre sus puertas el Club Náutico El Timón. Lugar de donde salieron grandes deportistas del remo y la natación. Un club que tenía, entre otras cosas, una pileta olímpica climatizada con la caldera de Linera Fabril. Los terrenos y el dinero fueron cedidos por Don Julio.

- Con el afán de promover la práctica de deportes entre los trabajadores, nació el Club Social y Deportivo Flandria en 1941. Algodonera Flandria costeó la construcción del estadio y el complejo deportivo llamado Carlos V. Este club actualmente compite en la Primera B nacional.

- En 1946 se funda el Círculo de Obreros Católicos, y en 1947 se inaugura la sala de primeros auxilios; que luego, en 1966, sería la clínica y maternidad San José Obrero, que funciona hasta nuestros días. Es imposible no resaltar lo siguiente: por cada nuevo socio que se sumaba al círculo, Don Julio pagaba al establecimiento dos cuotas.

- En 1951 nació el grupo Scout “San Luis Gonzaga”, por iniciativa de Don Julio. Godofredo Elías Chávez, su primer jefe, fue el gestor de este cuerpo Scout Nro. 81 que estaba asociado a la USCA (Unión de Scouts Católicos Argentinos). Sus 33 componentes iniciales fueron los alumnos de tercer grado de la Escuela San Luis Gonzaga, con el agregado de niños mayores de los grados cuarto a sexto. Este cuerpo estaba conformado por cuatro patrullas de 8 scouts cada una, al frente de las cuales había un jefe y un subjefe y a su vez todo el grupo tenía el mencionado jefe creador. Su presentación oficial se llevó a cabo durante el desfile del 9 de julio de ese año.

- Don Julio hizo construir el camposanto del pueblo, que recibió la aprobación en 1960.

- En 1961 nace el Colegio Inmaculada Concepción gracias a Don Julio. Fue una escuela de preparación espiritual e industrial, ya que allí se enseñaba los oficios para luego trabajar en la fábrica. Los dos mejores promedios eran premiados para estudiar en la Universidad Obrera Nacional, devenida luego en la Universidad Tecnológica Nacional.

- Con obreros de la Algodonera nació la banda musical “Rerum Novarum” que existe también hasta nuestros días. Don Julio compraba todos los instrumentos y facilitaba las instalaciones para los ensayos de los obreros, luego de cumplir sus tareas en la fábrica.

- Don Julio promovió la creación del Círculo Criollo Martín Fierro, lugar que le habían solicitado varios obreros gauchos, que habían llegado para trabajar en sus fábricas. Esta iniciativa nació en 1944 a raíz de una prergrinacion de gauchos de El Rodeo de Palomar (partido de San Martín) que dirigía el gaucho Fito. El Círculo organiza la peregrinación anual de los gauchos a Luján, y el 5 de noviembre de 1965, Julio Steverlynck fue el anfitrión del rey Balduino de Bélgica y de su esposa la reina Fabiola Mora y Aragón así como del presidente argentino Arturo Umberto Illia y el gobernador de la Provincia Anselmo Marini, a quienes recibió en el pueblo de Jáuregui.[2]

Construyó calles, plazas, y diseñó el aspecto urbano de Villa Flandria sur y norte. Don Julio hizo todo esto con el signo inequívoco del catolicismo, ya sea en las obras, ya sea en los nombres que ellas llevaban.

## Muerte
Julio Steverlynck murió en 1975. Sus restos mortales descansan en Villa Flandria, en el cementerio local, una de sus tantas obras y donaciones. Según sus deseos, fue cubierto su cuerpo con la túnica de los Caballeros de la Orden del Santo Sepulcro, prendida en el pecho la Cruz de Guerra, y su féretro con tierra argentina y flamenca, que había traído especialmente en el último viaje que realizara a su país natal. 
14 años después de su muerte, en 1989 la Algodonera Flandria entra en convocatoria de acreedores para cerrar definitivamente en 1995. 
En 2001 las instalaciones abandonadas fueron compradas por la empresa Algoselan y fueron reconvertidas en el Parque Industrial Villa Flandria en donde funcionan veintiocho nuevas fábricas. Santa Elena